# 한국작곡가협회
사단법인 한국작곡가협회는 작곡가들의 단합 및 창작 진흥, 음악저작권 보호를 목적으로 1954년 창립된 대한민국 문화체육관광부 소관의 사단법인이다. 대한민국에서 활동하는 모든 순수음악 작곡가와 단체를 대표하는 기구로서, 1978년 2월 사단법인으로 인가를 받았으며, 30개의 작곡동인 및 단체가 가입되어 있는 국내에서 가장 큰 작곡가들의 모임이다. 지금까지 다수의 국제교류 음악회와 학술 세미나 및 연주회를 개최하여 국제적 문화교류와 더불어 최근 국제적인 음악의 흐름과 새로운 작품을 국내에 소개하고 있다.

## 협회 연혁
- 1954년 한국작곡가협회 창립 (초대회장 김세형)
- 1978년 사단법인 설립허가 (문화공보부 설립허가 제319호)
- 2021년 이사장 백영은
- 자세한 연혁은 한국작곡가협회 홈페이지 참조

## 한국작곡가협회 산하단체
- 국제현대음악협회(ISCM) 한국지부
- 동서악회
- 대전현대음악협회
- 뮤직노마드
- 뮤지콘
- 미래악회
- 베리타스뮤지케
- 비젼 씨
- 신음악학회 (이화작곡가회)
- 수원음악학회
- 아시아작곡가연맹 한국위원회
- 음악과 영상창작집단 NOW
- 운지회
- 21세기악회 보관됨 2019-02-25 - 웨이백 머신
- 작곡동인 델로스
- 작곡동인 소리목
- 작곡21 (중앙창작회)
- 작곡가1번지
- 젊은 음악인의 모임 (대구현대음악협회)
- 주창회
- 창악회
- 창연악회
- 한국악회
- 한국여성작곡가회
- 한국전자음악협회
- 향신회

## 참고 문헌
- 송방송, 《증보한국음악통사》, 서울: 민속원, 2007.
- 이수자, 《文藝總鑑》, 서울: 한국문화예술진흥원, 1976
- 네이버 지식백과, 한국작곡가협회
- 한국작곡가협회 홈페이지 보관됨 2021-04-20 - 웨이백 머신

## 같이 보기
- 대한민국의 현대음악 작곡가 목록